# Anomalía dipolo del Ártico

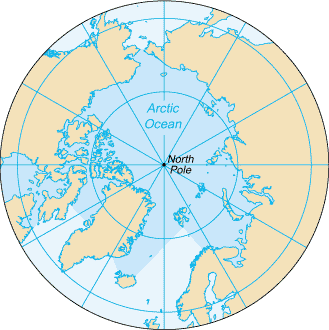
Mapa del océano Ártico (con subtítulos en inglés) que muestra el Polo Norte.

La anomalía dipolo del Ártico es un patrón de presión atmosférica caracterizado por alta presión en las regiones árticas de Norteamérica, y por baja presión en la región eurásica.   Este patrón a veces sustituye a la oscilación ártica y a la oscilación del Atlántico Norte.  Se observó por primera vez en la primera década de 2000; y está quizás vinculado con los últimos cambios climáticos.  El dipolo ártico permite a los vientos más meridionales entrar al océano Ártico dando lugar a más deshielo ártico.  El evento del verano de 2007 desempeñó un importante papel en el registro de medición del hielo del mar, efectuado en septiembre.  El dipolo ártico también se ha relacionado con inviernos más secos en el norte de Europa y más fríos en el este de Asia y América del Norte.